# بابا رابا
بابا رابا (بالإنجليزية: Baba Rabba)‏‏ (القرن 3 (حجة)- القرن 4) هو الكاهن الأكبر الأكثر احترامًا في التقليد السامري، والذي تعني حرفيًا الأب العظيم، والذي عاش فيما بين القرنين الثالث والرابع الميلادي. ويُرجح جيفري كوهين أن ولادته كانت في 288 ووفاته في 328.